# Ricky Reyes
Rick Diaz (né le 28 août 1976) est un catcheur (lutteur professionnel) américain. Il est connu pour avoir travaillé au sein de la Ring of Honor sous le nom de Ricky Reyes, où il a remporté les titres par équipe de la ROH à une reprise. Il travaille actuellement à Lucha Underground sous le nom de Cortez Castro.

## Carrière

### Débuts (1997-2004)
Diaz commence sa carrière de catcheur en 1997 en Californie et commence à faire équipe avec Rocky Romero avec qui il remporte le championnat par équipe de l'Empire Wrestling Federation le 6 septembre 1999. Ils se voient retirer le titre début décembre.
Le 27 avril 2000, il remporte avec Romero le championnat par équipe de l'Ultimate Pro Wrestling (une autre fédération californienne) et leur règne prend fin le 24 mai,.
Avec Romero, il remporte à trois reprises le championnat par équipe de l'EWF, du 29 avril au 14 juillet 2001 puis du 16 février 2002 au 1er juillet où le titre leur est retiré et enfin du 26 septembre 2003 au 23 janvier 2004. Entre-temps, ils partent ensemble au Japon à la New Japan Pro Wrestling en octobre 2002 et font quelques apparitions au Mexique au Consejo Mundial de Lucha Libre entre septembre et décembre 2003,.

### Ring of Honor (2004-2006)
Il débute à la Ring of Honor le 23 avril 2004 où il fait équipe avec Rocky Romero et perdent leur match face aux Briscoe Brothers (Jay et Mark Briscoe). Le 7 août, ils deviennent champion par équipe de la ROH après leur victoire sur CM Punk et Colt Cabana. Ils font leur première défense trois semaines plus tard où ils conservent leur titre face à Special K (pt) (Dixie et Izzy). Le 11 septembre au cours de Glory by Honor III, ils gardent leur titre par équipe en remportant un match à élimination les opposant à B.J. Whitmer et Dan Maff, Generation Next (Jack Evans et Roderick Strong) ainsi que The Carnage Crew (DeVito (en) et Loc (en)), après le match les Havana Pitbulls et Generation Next attaquent Maff et Whitmer puis Mick Foley vient aider Whitmer et Maff.

### Lucha Underground (2014-2018)
Il fait ses débuts le 31 octobre à la Lucha Underground avec Big Rick et Cisco en attaquant Johnny Mundo et Prince Puma.

## Palmarès
- 3KWrestling Fighting Athletes
  - 1 fois 3KWrestling Openweight Champion
  - Shinya Hashimoto Memorial Tournament (2008)

- Blackball'd Wrestling Organization
  - 1 fois BWO Heavyweight Champion

- Eastern Pennsylvania Wrestling Entertainment
  - 1 fois EPWE World Heavyweight Champion

- Empire Wrestling Federation
  - 1 fois EWF Heavyweight Champion
  - 5 fois champion par équipe de l'EWF avec Rocky Romero[2]

- Funkdafied Wrestling Federation
  - 1 fois FWF Tag Team Champion avec Johnny Gunn

- Independent Wrestling Association Mid-South
  - 1 fois IWA Mid-South Tag Team Champion avec Joker

- International Wrestling Cartel
  - 1 fois IWC Heavyweight Champion

- National Championship Wrestling
  - 1 fois NCW Heavyweight Champion

- Pro Wrestling Unplugged
  - 1 fois PWU Tag Team Champion avec Joker

- Ring of Honor
  - 1 fois ROH World Tag Team Champion avec Rocky Romero
  - Trios Tournament (2005) avec Rocky Romero et Homicide

- Ultimate Pro Wrestling
  - 1 fois UPW Lightweight Champion
  - 1 fois UPW Tag Team Champion avec Rocky Romero

- Victory Pro Wrestling
  - 1 fois VPW Champion
  - 1 fois VPW New York State Champion
  - 1 fois VPW Tag Team Champion avec E.J. Risk
  - Vainqueur du Gold Rush Rumble (2010)

- World Wrestling Council
  - 1 fois WWC World Junior Heavyweight Champion